# 鍾屋村站
鍾屋村站（英語：Chung Uk Tsuen Stop），是香港輕鐵的車站之一，代號370，屬單程車票第3收費區（往元朗方向是最後一個屬單程車票第3收費區的車站），共有2個月台。鍾屋村站位於青山公路－洪水橋段近鍾屋村。

## 車站結構

### 車站樓層
| 天橋              | 行人天橋 | 往返鍾屋村 |   |  |
| 地面              | 出口     | 田廈路遊樂場 |   |  |
| 地面              | 月台     | \| 側式 · 開左邊车门 \| \| \| \| \| \| \| \| 輕鐵610綫往元朗（洪水橋） 輕鐵614綫往元朗（洪水橋） 輕鐵615綫往元朗（洪水橋） 輕鐵720綫往天榮（洪水橋） 輕鐵751綫往天逸（洪水橋） \| 1 \| \| \| \| 2 \| 輕鐵610綫往屯門碼頭（泥圍） 輕鐵614綫往屯門碼頭（泥圍） 輕鐵615綫往屯門碼頭（泥圍） 輕鐵751綫往友愛（泥圍） \| \| \| \| 側式 · 開左邊车门 \| \| \| \| \| |   |  |
| 地面              | 出口     | 青山公路－洪水橋段 |   |  |
| 側式 · 開左邊车门 |          | |   |  |
|                   |          | 輕鐵610綫往元朗（洪水橋） 輕鐵614綫往元朗（洪水橋） 輕鐵615綫往元朗（洪水橋） 輕鐵720綫往天榮（洪水橋） 輕鐵751綫往天逸（洪水橋） | 1 |  |
|                   | 2        | 輕鐵610綫往屯門碼頭（泥圍） 輕鐵614綫往屯門碼頭（泥圍） 輕鐵615綫往屯門碼頭（泥圍） 輕鐵751綫往友愛（泥圍） |   |  |
| 側式 · 開左邊车门 |          | |   |  |

### 車站周邊
- 鍾屋村
- 田心
- 亦園
- 田廈路遊樂場
- 僑所公立學校
- 靈糧堂小學
- 紫翠花園
- 柏雨花園

## 外部連結
- 港鐵公司 - 輕鐵及巴士服務 - 輕鐵街道圖 （页面存档备份，存于）
- 港鐵公司 - 輕鐵及巴士服務 - 輕鐵行車時間表 （页面存档备份，存于）
- 香港鐵路大典上的相关条目：鍾屋村站